# Мособлбанк
Мособлбанк — российский коммерческий банк.
Проходит санацию с 21 мая 2014 года под контролем СМП Банка, расходы государства на финансовое оздоровление «Мособлбанка» оцениваются в 172 млрд рублей (при активах в 60 млрд).
Центральный офис находится в Москве.

## История
Создан в 1992 году в Дагестане с названием «Ватан». Позднее был куплен структурами банкиров Виктора и Романа Крестина, переехал во Фрязино Московской области и сменил название на «Московский областной банк» («Мособлбанк»). В 2005 году Крестины продали банк нескольким физическим лицам — по некоторым данным, за 4 млн долларов, а уже осенью 2006 года банк перешел под контроль новых акционеров, среди которых бывшие менеджеры из Объединённого транспортного банка.
1 сентября 2005 года банк был принят в систему страхования вкладов.
Основателем «Мособлбанка» как крупного розничного банка является Анджей Мальчевский, который приобрел банк в 2006 году с целью создания крупного социально-ответственного финансового института. Одним из наиболее значимых решений Мальчевского стало создание мини-офисов в отдаленных населенных пунктах России и отказ от комиссии за коммунальные платежи, что позволило практически отказаться от затрат на рекламу.
Председателем правления банка стал (до мая 2014 года) Виктор Станиславович Янин, банкир, кандидат экономических наук.
С 2007 года активно расширяет филиальную сеть с фокусом на привлечение физических лиц. Структурные подразделения созданы в Архангельске, Астрахани, Владимире, Грозном, Иваново, Калининграде, Кургане, Мурманске, Нижнем Новгороде, Оренбурге, Перми, Ростове-на-Дону, Санкт-Петербурге, Самаре, Сочи, Тольятти, Твери, Тюмени, Якутске. 122 внутренних подразделения были открыты на территории Москвы и Московской области. Всего сеть продаж банка насчитывала более 600 структурных подразделений по России.
В середине ноября 2011 года стало известно, что Центральный банк России выдал «Мособлбанку» предписание, ограничивающее на шесть месяцев приём вкладов от граждан, кроме акционеров банка. Однако «Мособлбанк» обошёл это решение и дарил собственные акции на символическую сумму каждому вкладчику. По мнению юристов и специалистов банковского сектора «Мособлбанк» не нарушил в данном случае законодательства РФ и предписания ЦБ, воспользовавшись нечеткой формулировкой предписания надзорного блока ЦБ РФ. Такое же мнение высказал и заместитель председателя ЦБ Алексей Симоновский
В августе 2012 года эксперты, опрошенные «Известиями», оценили средние процентные ставки по депозитам физлиц в рублях на основании свежей отчетности банков — 101-й (оборотная ведомость) и 102-й (отчет о прибылях и убытках) форм: «Среди игроков, привлекших депозиты на сумму свыше 1 млрд рублей, самая высокая средняя ставка во II квартале — 19,3 % — была зафиксирована у Мособлбанка». В ответ Мособлбанк сообщил: «9.08.12 на сайте „Известий“ опубликована заметка, в которой утверждается, что наш Банк во II квартале принимал вклады по средней ставке 19,3 % годовых. Эти данные вводят в заблуждение клиентов Банка. Таких ставок в Мособлбанке в 2012 году не было и нет»,за исключением вкладов, открытых в кризисный период 2008—2009 года по высоким процентным вставкам.
7 мая 2014 года в «Ведомостях» появилась информация со ссылкой на неуказанные источники близкие к ЦБ РФ о том, что с баланса Мособлбанка были выведены 60 млрд. рублей вкладов физических лиц. Деньги переводились на счета дочерних предприятий банка Представители банка опровергли эту информацию и 13 мая «Мособлбанк» подал иск в арбитражный суд Москвы к ЗАО «Бизнес Ньюс Медиа», являющемуся учредителем газеты «Ведомости», о защите деловой репутации. В июле 2014 года Мособлбанк отказался от иска, в связи с чем арбитражный суд Москвы прекратил производство по нему.
Спустя некоторое время выяснилось, что речь идет уже примерно о 76 миллиардах рублей неучтенных обязательств перед гражданами. Они не отражались на балансе банка благодаря специальной компьютерной программе, которая вечером дня, когда средства гражданина размещались во вклад, автоматически расторгал якобы по желанию вкладчика договор и заключал другой — например, на покупку ценных бумаг неких компаний, связанных через разной длины цепочки со структурами владельцев банка. Это позволяло банку, несмотря на ограничение Центробанком объема привлеченных от граждан средств, финансировать бизнес за счет денег населения.
19 мая 2014 газеты «Ведомости» и «Коммерсант» сообщили, что в середине мая ЦБ РФ принял решение о санации всех трёх банков семьи Мальчевских (отец Анджей и сын Александр): «Мособлбанк, Инресбанк, входящие в Республиканскую финансовую корпорацию, и Финанс бизнес банк (входит в „Финхолком-групп“). В совокупности на их оздоровление ЦБ через Агентство по страхованию вкладов (АСВ) может выделить 117 млрд руб… Получатель средств, — санатор в лице подконтрольного Аркадию и Борису Ротенбергам СМП банка».
В апреле 2015 года появилась информация, что Мособлбанк стал расчетным центром для строительства Крымского моста, которое поручено компании «Стройгазмотаж» Аркадия Ротенберга.

### Санация «Мособлбанка» 2014 года
21 мая 2014 года Центральный банк Российской Федерации объявил решение о финансовом оздоровлении «Мособлбанка», «Инресбанка» и «Финанс Бизнес Банка» «в связи с наличием угрозы интересам их кредиторов и вкладчиков» по предложению Агентства по страхованию вкладов с учётом экономической целесообразности. Мероприятия по предупреждению банкротства будут проводиться АСВ совместно с СМП банком. Санатору было выделено более 100 миллиардов рублей.
За три года санации активы банка выросли почти в пять раз - до 329 млрд руб. за счёт передачи из материнской организации.

### Результаты ревизии «Мособлбанка» в 2014 году
Ревизия «Мособлбанка», проведенная в августе-сентябре 2014 года совместно с Агентством по страхованию вкладов (АСВ), показала, что посредством черной бухгалтерии были выведены с баланса вклады более чем 350 тысяч вкладчиков, а возвращаемые активы, что является предметом спора, не покрывают убытки и на 5 процентов.
В июле 2014 года в рамках уголовного дела по статье «Присвоение и растрата» был арестован бывший совладелец и председатель правления «Мособлбанка» Виктор Янин. Он обвинялся в хищении 578 млн. рублей у Мособлбанка путём перечисления одной из коммерческих компаний денежных средств, в качестве исполнения своих обязательств перед ней. Об этом сообщается из приговора суда.
На прошедшем в начале 2015 года собрании акционеров миноритарии заявили о намерении защищать свои интересы и пропавшие деньги посредством возможного привлечения к ответственности Мальчевских. Миноритарии призвали пострадавших коллег добиваться для бывших владельцев наказания: «Надо поступить, как в случае с банкиром Фетисовым, который вернул все вкладчикам, только когда попал за решетку».
В январе 2015 года «СМП Банк», проводящий санацию «Мособлбанка», попросил МВД признать его потерпевшим по делу о хищениях в «Мособлбанке». В заявлении на имя руководителя следственного департамента МВД РФ генерал-полковника юстиции Александра Савенкова отмечалось, что в капитале «Мособлбанка» была обнаружена «дыра» размером более 100 млрд рублей.

### Возбуждение уголовного дела о хищении более 70 млрд рублей из Мособлбанка
В марте 2015 года следственный департамент МВД России возбудил уголовное дело о хищении более 70 млрд. рублей из Мособлбанка, санацией которого занимается СМП-банк.
По указанному делу 17 июня 2015 года задержаны прежний хозяин банка Анджей Мальчевский, его сын объявлен в розыск. Уголовное дело по ч. 4 ст. 159 УК РФ (мошенничество в особо крупном размере, совершенное группой лиц по предварительному сговору) возбудила следователь по особо важным делам управления по расследованию организованной преступной деятельности следственного департамента МВД Валентина Светлова. Именно этот следователь по особо важным делам расследовала аналогичное дело в отношении экс-председателя правления Мособлбанка Виктора Янина, которое с февраля этого года слушается в Измайловском райсуде. Но если в деле господина Янина фигурирует ущерб в размере 580 млн рублей, то в новом деле говорится уже о хищении более 70 млрд рублей.

## Собственники и руководство
По информации с сайта банка на 16.04.2018:
- 98,3 % акций банка принадлежит АО «СМП Банк»;
- 2,7 % акций принадлежит миноритарным акционерам (из них физические лица в количестве более 36 500 чел.).

До начала санации(в мае 2014 года) 97,94 % банка принадлежало ОАО «Республиканская финансовая корпорация», 2,06 % принадлежало миноритариям, среди которых около 36,5 тыс. физических лиц. 70 % акций ОАО «РФК» владел Александр Мальчевский, 30 % — Виктор Янин. До 2011 года руководил банком и основным владельцем являлся Анджей Мальчевский (отец Александра Мальчевского).

## Деятельность
Банк выпускает банковские карты систем MasterCard и Visa, по состоянию на 2013 год банк располагает около 1 тыс. банкоматов, более 700 платежных терминалов и почти 4 тыс. POS-терминалов. Осуществляет переводы денежных средств без открытия счетов по системам Western Union". В 2011 году запущена собственная система денежных переводов неторгового характера — «МОПС».
Рейтинговая оценка рейтингового агентства «Эксперт РА» - «B+» (присвоена в феврале 2009 года). В марте 2010 рейтинг был отозван .